# Dumfries
Dumfries (skotsk: Dumfries; fra skotsk gælisk: Dùn Phris) er en købstad og tidligere royal burgh i det Dumfries and Galloway i det sydlige Skotland, nær udmundingen af floden Nith i Solway Firth omkring 40 km fra den skotsk-engelske grænse. Dumfries er county town i det historiske county Dumfriesshire. Den et indbyggertal på cirka 46,500 (2020).
Før Robert Bruce blev Skotlands konge dræbte han sin rival Red Comyn ved Greyfriars Kirk i byen i 1306. Den Unge Tronkræver havde sit hovedkvarter i Dumfries slutningen af 1745. Under anden verdenskrig var den norske hær i eksil i Storbritannien, og den bestod i høj grad af en brigade i Dumfries.
Dumfries har kælenavnet Queen of the South. Det er også navnet på byens fodboldhold. Folk fra Dumfries bliver omtalt på skotsk som Doonhamers.
Dumfries and Galloway Royal Infirmary er byens hospital. Dumfries uddannelsestilbud tæller bl.a. Dumfries Academy, Dumfries High School, Maxwelltown High School og St Joseph's College.
Byen rummer flere kulturinstitutioner som bl.a. Dumfries Museum, Theatre Royal og Loreburn Hall.

## Venskabsbyer
- Annapolis, USA
- Gifhorn, Tyskland
- Passau, Tyskland
- Cantù, Italien